# Yamanoue no Okura
Yamanoue no Okura (jap. 山上 憶良, Yamanoue no Okura; * 660; † 733) war ein japanischer Dichter, der am bekanntesten ist für seine Gedichte über Kinder und gewöhnliche Menschen.
Er trug auch einige Werke zu der bedeutenden japanischen Anthologie Manyōshū bei. Sein Werk hat einen starken chinesischen Einfluss. Im Gegensatz zu anderen japanischen Dichtern seiner Zeit vertritt er Moralvorstellungen auf Basis der Lehren des Konfuzius. Er ist möglicherweise 660 geboren, da sein fünfter Gedichtband, der in seinem Todesjahr 733 veröffentlicht wurde, einen Satz beinhaltet „In diesem Jahr bin ich 74“.
| Personendaten    | Personendaten         |
| ---------------- | --------------------- |
| NAME             | Yamanoue no Okura     |
| ALTERNATIVNAMEN  | 山上 憶良 (japanisch) |
| KURZBESCHREIBUNG | japanischer Dichter   |
| GEBURTSDATUM     | 660                   |
| STERBEDATUM      | 733                   |